# 棚橋一郎

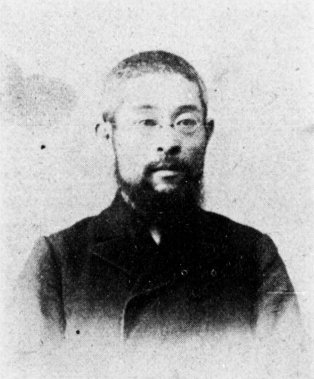
棚橋一郎

棚橋 一郎（たなはし いちろう、文久2年11月12日（1863年1月1日） - 昭和17年（1942年）2月7日）は、岐阜県出身の教育者、漢学者。衆議院議員、東京市会議員。

## 経歴
父は失明の漢学者で二本松藩士棚橋松村（大作）、母は教育者棚橋絢子の長男として、美濃国大野郡、現在の岐阜県揖斐郡揖斐川町で生まれた。父から諸学一般を習い、母から習字を学ぶ。皇漢学を佐藤牧山・佐藤千畝に師事する。父方の叔父に尊攘運動家で大阪府立農学校長などを務めた棚橋衡平。
明治13年（1880年）、東京大学に入学した。同17年（1884年）に卒業した後、東京大学予備門で教壇に立つ。また卒業の年には、井上円了を中心として哲学会が創設されるが、その初期メンバーに加わる。棚橋の他に井上哲次郎、有賀長雄、三宅雄二郎、加藤弘之、西周、西村茂樹、外山正一らがいた。
明治20年（1887年）、井上円了が創設した哲学館（後の東洋大学の前身）で、嘉納治五郎と共に倫理科目の講師となる。
明治21年（1888年）、三宅雪嶺、島地黙雷、井上円了らに代表される政教社に加わり、雑誌『日本人』を刊行した。同年、陸軍幼年学校・東京府立一中（現在の東京都立日比谷高等学校の前身）の教諭に就任した。また、同年6月から、翌22年（1889年）6月まで、井上円了が海外視察で洋行していた関係で、円了が就いていた哲学館館主の代理を務めた。
明治22年（1889年）、哲学館の移転にともなって、その新校地内に郁文館中学校（現在の学校法人郁文館夢学園の前身）を創立し、大正10年（1921年）まで校長を務める。しかし明治29年（1896年）、郁文館からの失火により哲学館の校舎が全焼した。翌明治30年（1897年）、哲学館は再び移転し、小石川区原町（現在の東洋大学白山キャンパス）に落ち着く。

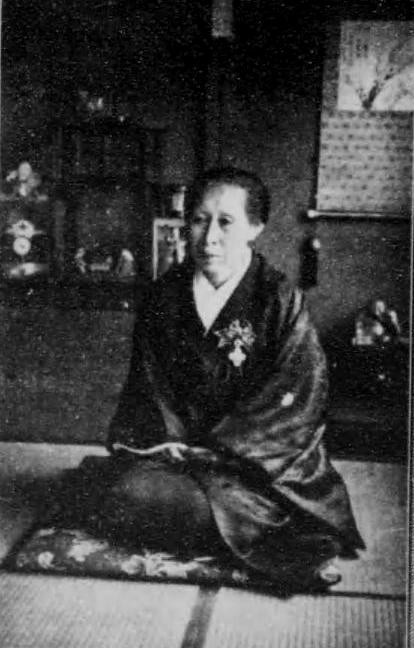
母・棚橋絢子

明治35年（1902年）、衆議院議員に就任した。明治36年（1903年）に、母絢子他7名と共に、東京府下最初の私立高等女学校である東京高等女学校（東京女子学園中学校・高等学校などを経て、現在の芝国際中学校・高等学校の前身）を創立した。同校初代校長には、母の棚橋絢子が就任する。明治38年（1905年）に東京市会議員となる。1922年、東京市政疑獄（瓦斯疑獄）で東京地方裁判所より懲役3ケ月・執行猶予3年・追徴金300円の判決を受けた。これにより従七位返上を命じられ、大礼記念章を褫奪された。